# Ice on the Dune
Ice on the Dune is het tweede studioalbum van het Australische electropopduo Empire of the Sun. Het album werd op 14 juni 2013 uitgebracht en telt 12 nummers. Van het album werden drie singles uitgebracht.

## Ontvangst
In recensies werd het album overwegend positief ontvangen. Men prees de scherpe refreinen, arrangementen en drums. Ook was men positief over de vaardigheden in het genre van aanstekelijke popmuziek. Enige kritiek was er op de tweede helft van het album en de meegezogen flauwheid van mainstream muziek.
Het album werd door iTunes Australië uitgeroepen tot het beste popalbum van 2013. Ook Yahoo! Music noemde 'Ice on the Dune' het beste album van 2013. Op recensieverzamelaar Metacritic heeft het album een score van 68%.

## Nummers
Het album bevat de volgende nummers:
1. Lux (1:25)
2. DNA (3:54)
3. Alive (3:24)
4. Concert Pitch (3:40)
5. Ice on the Dune (3:25)
6. Awakening (3:45)
7. I'll Be Around (4:30)
8. Old Flavours (3:54)
9. Celebrate (3:19)
10. Surround Sound (3:17)
11. Disarm (3:51)
12. Keep a Watch (4:28)

## Medewerkers
- Luke Steele – gitaren, zang, keyboards
- Nick Littlemore – zang, keyboards
- Steve Smart, Karen Thompson – mastering
- Peter Mayes - mixage, productie, opname
- Donnie Sloan - productie
- Dave Homer - artwork